# 1989 HA
1989 HA är en asteroid i huvudbältet som upptäcktes den 27 april 1989 av den danska astronomen Poul Jensen vid Brorfelde-observatoriet.
Asteroiden har en diameter på ungefär 14 kilometer.